# بارون ون راشک
بارون ون راشک (انگلیسی: Baron von Raschke؛ زادهٔ ۱۸ اکتبر ۱۹۴۰) کشتی‌گیر کشتی حرفه‌ای، و کشتی‌گیر اهل ایالات متحده آمریکا است.